# Ministério da Administração Pública, Trabalho e Segurança Social
| Ministério da Administração Pública, Trabalho e Segurança Social                           |                                  |
| Largo do Ambiente, Rua dos Municípios Portugueses, Ingombota, Luanda, LU www.maptss.gov.ao |                                  |
| Criação                                                                                    | 12 de novembro de 1975 (49 anos) |

O Ministério da Administração Pública, Trabalho e Segurança Social (MAPTSS) é um órgão central do Governo da República de Angola que tem a missão de promover, conceber, propor, coordenar, executar e fiscalizar as políticas públicas, privadas e os programas sectoriais nos domínios da Administração Pública, Administração do Trabalho e Segurança Social. 
O Ministério da Administração Pública está por seis áreas superintendidas: 
- Instituto Nacional de Segurança Social (INSS)
- Instituto Nacional de Emprego e Formação Profissional (INEFOP)
- Serviço Integrado de Atendimento ao Cidadão (SIAC)
- Escola Nacional Administração e Políticas Públicas (ENAPP-EP)
- Centro Integrado de Formação Tecnologico (CINFOTEC)

## Histórico
Antes de Angola se tornar num país independente, o MAPTSS, se chamava Instituto do Trabalho, Previdência e Acção Social de Angola, órgão criado em 1968. No Acordo do Alvor, que estabeleceu o Conselho Presidencial do Governo de Transição, foi criada a pasta do Ministério do Trabalho e Segurança Social em 15 de janeiro de 1975, liderada pelo ministro António Dembo. Em agosto de 1975 suas funções interinas foram assumidas por Cornélio Caley.
O ministério foi formalmente estabelecido em novembro de 1975 como Ministério do Trabalho e Segurança Social.
Suas denominações históricas foram:
- 1968: Instituto do Trabalho, Previdência e Acção Social de Angola;
- 1975: Ministério do Trabalho e Segurança Social;
- 1990: Ministério do Trabalho, Administração Pública e Segurança Social;
- 1992: Ministério da Administração Pública, Desemprego e Bem-Estar Social;
- 1996: Ministério da Administração Pública, Emprego e Bem-Estar Social;
- 2012: Ministério da Administração Pública, Trabalho e Segurança Social;

Desde 2022 a Ministra do Trabalho e Segurança Social é Teresa Rodrigues Dias.

### Lista de Ministros
| Ministro                          | Início | Fim      |
| --------------------------------- | ------ | -------- |
| Cornélio Caley                    | 1975   | 1975     |
| David Minerva Machado             | 1975   | 1976     |
| Noé Saúde                         | 1976   | 1980     |
| Horácio Pereira Brás da Silva     | 1980   | 1986     |
| Diogo Jorge de Jesus              | 1986   | 1992     |
| António Domingos Pitra Costa Neto | 1992   | 2017     |
| Jesus Faria Maiato                | 2017   | 2022     |
| Teresa Rodrigues Dias             | 2022   | presente |